# 대한민국 형법 제336조
대한민국 형법 제336조는 인질강도에 대한 형법각칙의 조문이다. [전문개정 1995.12.29]

## 조문
제336조(인질강도) 사람을 체포·감금·약취 또는 유인하여 이를 인질로 삼아 재물 또는 재산상의 이익을 취득하거나 제3자로 하여금 이를 취득하게 한 자는 3년 이상의 유기징역에 처한다.

## 참고 문헌
- 김재윤, 손동권, 새로운 형법각론, 율곡출판사, 2013. ISBN 978-89-974283-4-2

## 같이 보기
- 대한민국 형법 제335조
- 야간주거침입죄
- 준특수강도죄
- 강도치상죄